# ریکو انگلر
ریکو انگلر (انگلیسی: Rico Engler؛ زادهٔ ۲۸ آوریل ۱۹۸۷) بازیکن فوتبال اهل آلمان است.
از باشگاه‌هایی که در آن بازی کرده‌است می‌توان به باشگاه فوتبال لوکوموتیو لایپزیگ اشاره کرد.